# エディ・オットツ
エディ・オットツ（Eddy Ottoz、1944年6月3日- ）は、イタリアの陸上競技選手。1960年代後半のヨーロッパを代表する110mハードルの選手で、1968年メキシコシティーオリンピックの銅メダリストである。

## 経歴
オットツは、1964年に20歳で初めてのオリンピックとなる東京オリンピックに出場。110mハードルで13秒8の記録で4位入賞を果たす。決勝に残った3人のイタリア選手の中でもトップの成績を残した。2年後の1966年にはヨーロッパ選手権で、13.7秒で2位に0秒3の差をつけ金メダルを獲得した。
1968年には2度目のオリンピックとなるメキシコオリンピックに出場。海抜2240mの高地で行われたこの大会では、短距離種目でことごとく世界新記録が出る中、オットツも110mハードルで13秒46の自己ベストをマーク。世界新記録を出したアメリカのウィリー・ダベンポート（13秒33）、アービン・ホール（13秒38）に次いで銅メダルを獲得した。
1969年のヨーロッパ選手権では、13秒5の記録で、イギリスのデビッド・ヘメリー、アラン・パスコーを押さえ、2大会連続の金メダルを獲得した。
このほかにも、オットツは、1966年の第1回ヨーロッパ室内選手権から3連覇を果たしている。（1966年は60mハードル。1967年、1968年は50mハードル）
オットツが、1968年メキシコオリンピックで出した13秒46のイタリア記録はその後26年間破られることがなかったが、1994年に息子のローレント・オットツによって破られた。（13秒42）

## 自己ベスト
- 110 mハードル - 13秒46 (1968年)
- 100 m - 10秒7

## 主な実績
| 年   | 大会                     | 場所                     | 種目         | 結果 | 記録   |
| ---- | ------------------------ | ------------------------ | ------------ | ---- | ------ |
| 1964 | オリンピック             | 東京(日本)               | 110mハードル | 4位  | 13秒8  |
| 1965 | ユニバーシアード         | ブダペスト(ハンガリー)   | 110mハードル | 1位  | 13秒6  |
| 1966 | ヨーロッパ室内陸上選手権 | ドルトムント(西ドイツ)   | 60mハードル  | 1位  | 7秒7   |
| 1966 | ヨーロッパ陸上選手権     | ブダペスト(ハンガリー)   | 110mハードル | 1位  | 13秒7  |
| 1967 | ヨーロッパ室内陸上選手権 | プラハ(チェコスロバキア) | 50mハードル  | 1位  | 6秒4   |
| 1967 | ユニバーシアード         | 東京(日本)               | 110mハードル | 1位  | 13秒9  |
| 1968 | ヨーロッパ室内陸上選手権 | マドリッド(スペイン)     | 50mハードル  | 1位  | 6秒57  |
| 1968 | オリンピック             | メキシコシティ(メキシコ) | 110mハードル | 3位  | 13秒46 |
| 1969 | ヨーロッパ陸上選手権     | アテネ(ギリシャ)         | 110mハードル | 1位  | 13秒5  |